# Toska (Radøy)
Toska est une île norvégienne du comté de Hordaland appartenant administrativement à Alver.

## Description
Rocheuse et couverte d'arbres, elle s'étend sur environ 3,926 km de longueur pour une largeur approximative de 1,696 km. 
Elle compte une route principale et une vingtaine d'habitations. Elle est reliée par un pont passant par l'île de Flona, à Manger.